# Västra Hälsinglands domsaga
Västra Hälsinglands domsaga var en domsaga i Gävleborgs län. Den bildades 1821 genom utbrytning av delar ur Norra Hälsinglands domsaga kompletterat 1831 av delar ur Södra Hälsinglands domsaga.
Domsagan lydde under Svea hovrätt. 

## Tingslag

### Från 1821
- Ljusdals tingslag (från Norra Hälsinglands domsaga)
- Arbrå tingslag från 1831 till 1879, överfört från Södra Hälsinglands domsaga
- Järvsö tingslag från 1831 till 1879, överfört från Södra Hälsinglands domsaga
- Arbrå och Järvsö tingslag från 1880

### Från 1928
- Västra Hälsinglands domsagas tingslag

## Häradshövdingar
- 1820–1838 Nils Gustaf Örbom
- 1839–1856 Nils Olof Alner
- 1856–1864 Carl Eric Miles Gustaf Axel Reutercrona
- 1865–1884 Carl Olof Granbom
- 1885–1912 Johan Theodor Anderson Hagander
- 1912–1915 Ivar Tillander
- 1915–1921 Hjalmar Victor Himmelstrand
- 1922–1950 Lars Anders Olof de Verdier
- 1950–1963 Gunnar Georg Rådström
- 1963–1970 Walter Friedrich Matz, tillförordnad